# Fliegerführer Kroatien
Fliegerführer Kroatien war ab dem 1. April 1943 die Bezeichnung einer Dienststellung bzw. einer Kommandobehörde auf Brigadeebene der deutschen Luftwaffe im Zweiten Weltkrieg. Sie wurde ab dem 29. August 1944 in Fliegerführer Nordbalkan umbenannt.

## Geschichte
Die Dienststelle des Fliegerführers Kroatiens wurde am 1. April 1943 aufgestellt. Sie bezog ihr Hauptquartier in Zagreb. Ihre Hauptaufgabe im „Unabhängigen Staat Kroatien“, einem deutschen Marionettenstaat, war die Aufklärung und Bekämpfung von Truppen der Volksbefreiungsarmee unter Tito. Auch nahm sie vom 25. Mai bis zum 6. Juni 1944 am Unternehmen Rösselsprung teil. Am 29. August 1944 wurde sie unter Beibehaltung ihrer Aufgaben in Fliegerführer Nordbalkan umbenannt. Am 1. Februar 1945 wurde die Dienststelle in 17. Flieger-Division umbenannt.

## Fliegerführer
| Dienstgrad      | Name                             | Datum                              |
| --------------- | -------------------------------- | ---------------------------------- |
| Generalleutnant | Wolfgang von Chamier-Glisczinski | 1. April 1943 bis 22. August 1943  |
| Generalleutnant | Wolfgang Erdmann                 | 26. August 1943 bis 30. April 1944 |
| Generalmajor    | Walter Hagen                     | 30. April 1944 bis 31. Januar 1945 |

## Unterstellung
| Unterstellung             | von           | bis             |
| ------------------------- | ------------- | --------------- |
| Luftwaffenkommando Südost | 1. April 1943 | Oktober 1944    |
| Luftflotte 4              | Oktober 1944  | 31. Januar 1945 |

## Unterstellte Verbände
| 31. August 1943 | |
| --- | --- |
| 31. August 1943 | Nahaufklärungsstaffel Kroatien; Stab, I., II., III., IV. und 13./Sturzkampfgeschwader 151; 15./Kampfgeschwader 53 |
| 10. November 1943 | |
| Nahaufklärungsstaffel Kroatien; Stab, 1., 2. und 3./Nachtschlachtgruppe 7 | |
| 26. Juni 1944 | |
| Nahaufklärungsstaffel Kroatien; Teile Luftbeobachtungsstaffel 7; kroatische I. Jagdgruppe; 5./Luftlandegeschwader 1; Stab, 1., 2. und 3./Nachtschlachtgruppe 7; kroatische I. Kampfgruppe; II./Luftlandegeschwader 1 | |